# Ґрубале
Ґрубале (пол. Grubale) — село в Польщі, у гміні Седльці Седлецького повіту Мазовецького воєводства.
Населення — 250 осіб (2011).
У 1975-1998 роках село належало до Седлецького воєводства.

## Демографія
Демографічна структура станом на 31 березня 2011 року:
|          | Загалом | Допрацездатний вік | Працездатний вік | Постпрацездатний вік |
| -------- | ------- | ------------------ | ---------------- | -------------------- |
| Чоловіки | 114     | 24                 | 82               | 8                    |
| Жінки    | 136     | 27                 | 86               | 23                   |
| Разом    | 250     | 51                 | 168              | 31                   |